# 贵州卷柏
贵州卷柏（学名：Selaginella kouytcheensis）为卷柏科卷柏属下的一个种。

## 扩展阅读
- 維基物種上的相關：贵州卷柏